# Osagi Bascome
Osagi Bascome, né le 17 avril 1998 et mort assassiné le 18 décembre 2021,  est un footballeur bermudien ayant évolué au poste de milieu de terrain à Darlington.

## Biographie

### En équipe nationale
Il joue son premier match en équipe des Bermudes le 4 juin 2016, contre la République dominicaine (défaite 0-1).
En juin 2019, il est retenu par le sélectionneur Kyle Lightbourne afin de participer à la Gold Cup organisée aux États-Unis, en Jamaïque et au Costa Rica.